# Парняково
Парняково (по топокарте Парниково) — деревня Николо-Эдомского сельского округа Артемьевского сельского поселения Тутаевского района Ярославской области .
Деревня находится на западе сельского поселения. Она стоит на левом северном берегу речки Пухарка, правого притока реки Малая Эдома, это самая нижняя деревня по течению реки. Западнее, вверх по течению, на расстоянии около 1 км на противоположном берегу стоит деревня Селюнино, а ещё через 1 км  деревня Юдаково. Река Пухарка впадает в Малую Эдому напротив деревни Столбищи, наиболее крупного населённого пункта в округе. От Столбищ к Парняково вдоль берега Пухарки идёт просёлочная дорога, длиной около 1,5 км. В Парняково дорога по мосту переходит на правый берег и следует к Селюнино и Юдаково. Сельскохозяйственные земли протянулись по берегам Пухарки полосой не более 1 км, далее от реки заболоченный лес .
Село Парняково указано на плане Генерального межевания Борисоглебского уезда 1792 года. В 1825 Борисоглебский уезд был объединён с Романовским уездом.
На 1 января 2007 года в деревне Парняково числилось 5 постоянных жителей . По карте 1975 г. в деревне жило 13 человек. Почтовое отделение, находящееся в деревне Столбищи, обслуживает в деревне Парняково 11 домов .